# 富爾頓鎮區 (密歇根州)
富爾頓鎮區（英語：Fulton Township）是位於美國密歇根州格拉希厄特縣的一個行政鎮區。

## 地方資料
富爾頓鎮區的面積為92.60平方千米，當中陸地面積為91.20平方千米，而水域面積為1.40平方千米。根據2020年美國人口普查的數據，當地共有人口2484人，而人口密度為每平方千米26.83人。